# ساوت‌وست ویلیج، ویچیتا، کانزاس
ساوت‌وست ویلیج (به انگلیسی: Southwest Village) یک منطقهٔ مسکونی در ایالات متحده آمریکا است که در ویچیتا، کانزاس واقع شده‌است. ساوت‌وست ویلیج ۵٬۵۹۷ نفر جمعیت دارد و ۳۹۴٫۱۱ متر بالاتر از سطح دریا واقع شده‌است.